# Quinto Ostorio Scapula
Quinto Ostorio Scapula (in latino: Quintus Ostorius Scapula; 1 a.C. circa – dopo il 41 o il 44) è stato un magistrato e senatore romano, console dell'Impero romano.

## Biografia

### Origini familiari
Quinto era membro della gens Ostoria, famiglia di rango equestre proveniente probabilmente dal centro-sud Italia (dalla regio I o più probabilmente dalla regio IV, forse dalla città di Amiternum) ma in possesso di terreni vinicoli e centri di produzione laterizia nella regio XI Transpadana occidentale e forse proprietaria anche del Mausoleo della Celsa sulla Via Flaminia. La famiglia era ascesa alle massime cariche aperte all'ordo equester forse grazie ai legami con i Sallustii Crispi: i verosimilmente fratelli Quinto e Publio Ostorio Scapula avevano infatti raggiunto rispettivamente la prefettura del pretorio come primo prefetto insieme a Publio Salvio Apro nel 2 a.C., e la prefettura d'Egitto nella seconda metà del principato di Augusto (tra il 3 e il 10). Sembra che fosse il prefetto d'Egitto Publio ad aver sposato Sallustia Calvina, figlia di Gaio Sallustio Crispo (figlio adottivo dello storiografo Sallustio) e Domizia Calvina (discendente del consul iterum del 40 a.C. Gneo Domizio Calvino): da questa unione è stato proposto sia disceso (come figlio o, meno probabilmente, come nipote) il più noto Publio Ostorio Scapula, console nei primi anni di Claudio e legatus Augusti pro praetore di Britannia, con cui Quinto fu per lungo tempo confuso. Figlio, o meno probabilmente nipote, del prefetto del pretorio Quinto fu invece Quinto Ostorio Scapula, ricostruito come cugino o persino fratello del legato di Britannia Publio. Data l'alternanza dei praenomina Quinto e Publio all'interno della gens Ostoria, è però difficile definire con esattezza l'ascendenza dei consoli claudiani.

### Carriera
Della carriera di Quinto, homo novus, non molto è noto. Entrato probabilmente in senato sotto Tiberio, l'unica carica finora attestata lo vede al vertice dello stato romano: Quinto è attestato infatti come console suffetto insieme a Publio Suillio Rufo il 10 novembre di uno dei primi anni di regno di Claudio, con ogni probabilità o il 41 o il 44. Noto è però un importante provvedimento giuridico promosso da Quinto durante il suo consolato: il senatusconsultum Ostorianum de adsignandis libertis, che statuiva sulle assegnazioni dei liberti che il patrono poteva fare ai propri figli e che probabilmente introdusse l'istituto della adsignatio libertorum.
Dopo il consolato, Quinto scompare dalla storia.